# 善述書室

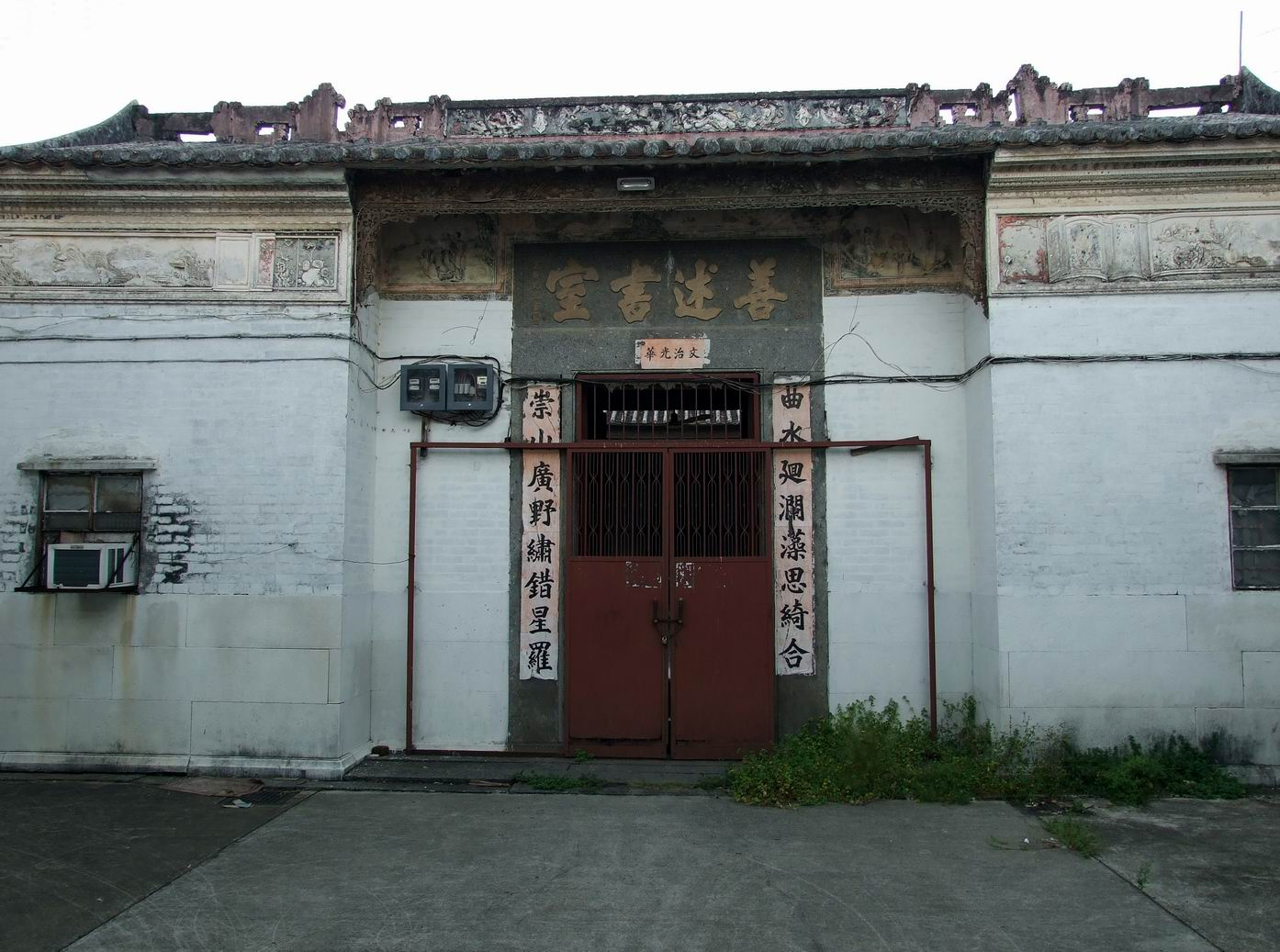
善述書室

善述書室位於香港新界粉嶺龍躍頭新屋村內，是龍躍頭鄧族祀奉祖先的家祠，亦作教育族中子弟之用，單以清代科舉，龍躍頭曾出三名貢生，十一名例貢生及一名武舉人。善述書室乃私人物業，並不開放給公眾參觀。書室已被列為一級歷史建築。

## 歷史
善述書室建於清道光二十年（1840年），用以祀奉鄧氏十九世祖鄧雲階的靈位。在第二次大戰以前，書室曾作教學用途，直到1938年才結束。戰後則改為幼稚園校舍。現時善述書室只偶作族人宴會之用。

## 結構
善述書室為傳統兩進式家祠，庭院兩旁設有走廊，廚房與門廳毗連，門外有禾坪。善述書室曾存有古代的刀、劍、戟、弓及箭等武器，供子弟習武之用。

## 外部連結
- 古物古蹟辦事處：善述書室（页面存档备份，存于）